# Teodoro Crea
Teodoro Crea (Gioia Tauro, 11 aprile 1939) è un mafioso italiano, è un potente Capobastone della 'Ndrangheta e capo della 'Ndrina Crea di Rizziconi.

## Attività criminale
Crea è partito dalla "gavetta" prima di diventare un potente capobastone. 
Si è dato al traffico di armi, sigarette, droga, gioielli, e alla gestione della prostituzione, delle estorsioni e al mercato degli immigrati clandestini.

### Arresto
È stato arrestato il 3 luglio 2006 nella frazione Castellace del comune di Oppido Mamertina (nella piana di Gioia Tauro) a 67 anni, durante una riunione della 'Ndrangheta insieme ad altri due affiliati con l'accusa di associazione mafiosa, estorsione e controllo e gestione degli appalti pubblici.